# Arctostaphylos canescens
Arctostaphylos canescens är en ljungväxtart. Arctostaphylos canescens ingår i släktet mjölonsläktet, och familjen ljungväxter.

## Underarter
Arten delas in i följande underarter:
- A. c. canescens
- A. c. sonomensis

## Bildgalleri

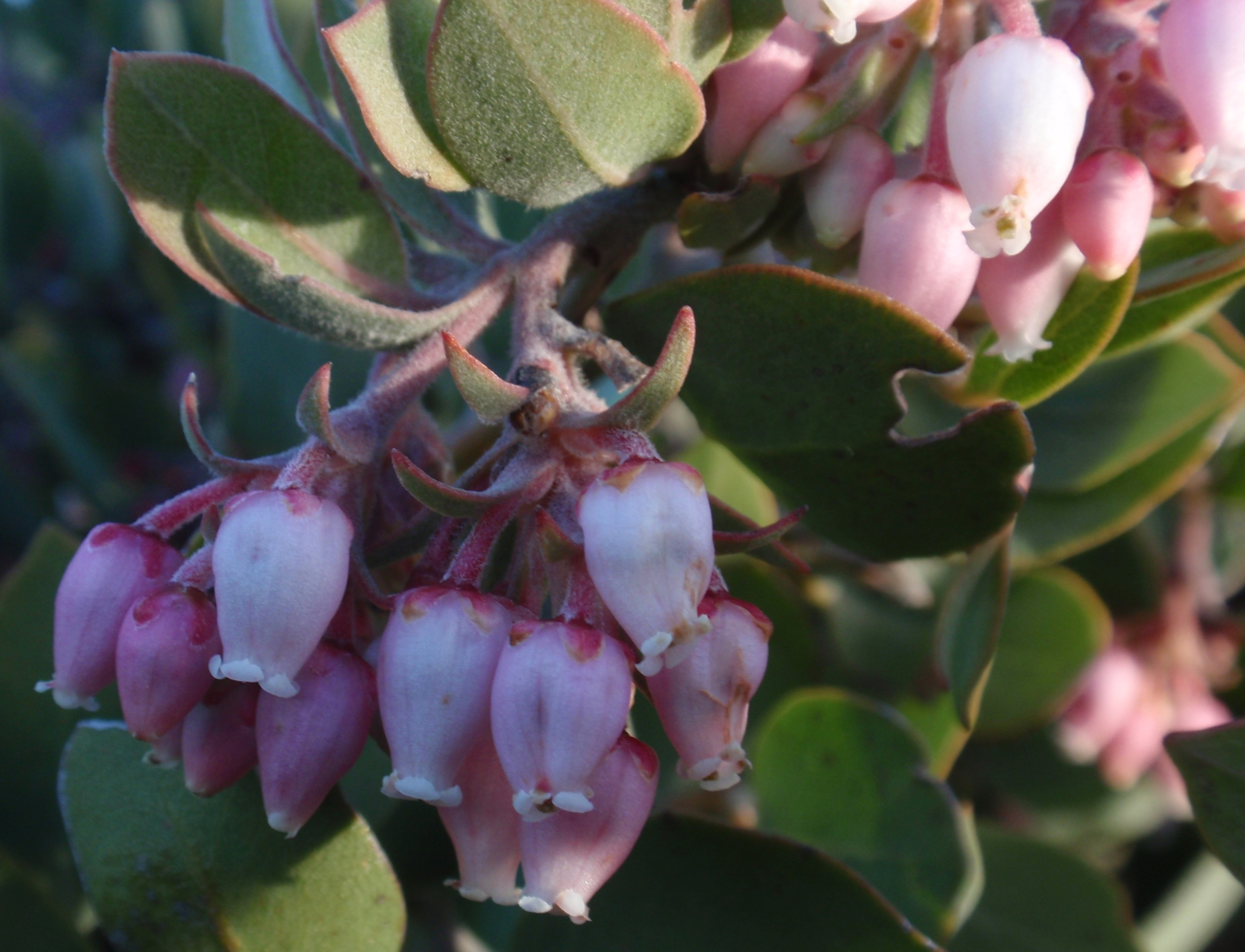
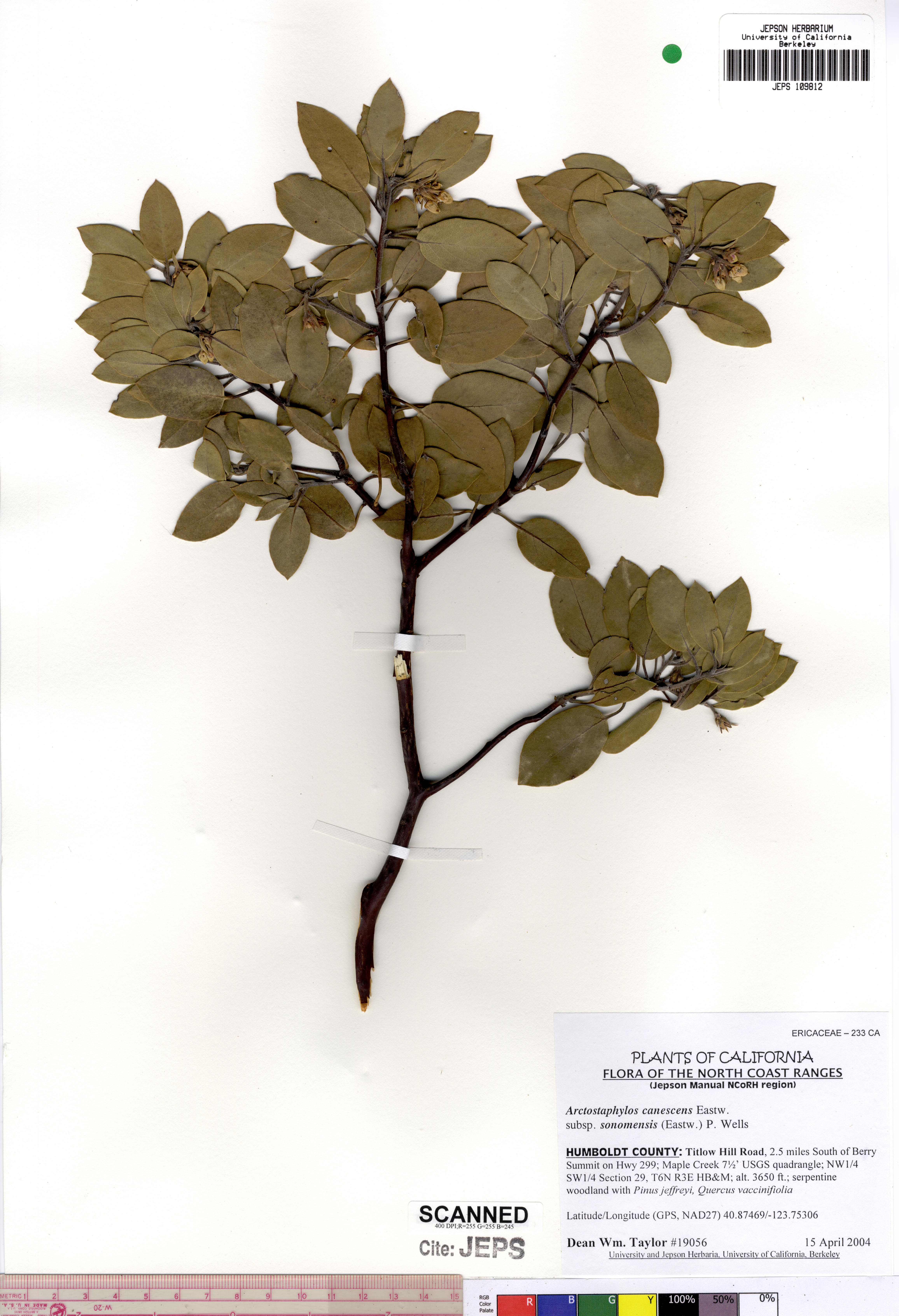